# Tsembehou
Tsembehou (albo Tsimbeo) – miasto na Komorach, na wyspie Anjouan, 13 205 mieszkańców (2013). Ośrodek przemysłu spożywczego.